# Вільгельм Б'єркнес
Вільгельм Фріман Корен Б'єркнес (норв. Vilhelm Friman Koren Bjerknes; нар. 14 березня 1862 — пом. 9 квітня 1951) — норвезький фізик та метеоролог засновник Бергенської (фронтологічної) наукової школи в метеорології.
Довів теорему про циркуляцію швидкості рідини, за допомогою якої пояснив виникнення морських течій і вітрів. Вивчав проблему передбачення погоди з точки зору математики та механіки, розв'язуючи рівняння гідромеханіки, які описують стан атмосфери. Розробив динамічні методи прогнозування погоди. У 1917 році заснував службу погоди Норвегії.

## Пам'ять
У 1970 році на честь вченого було названо кратер на Місяці.